# هلال حاصلخیز

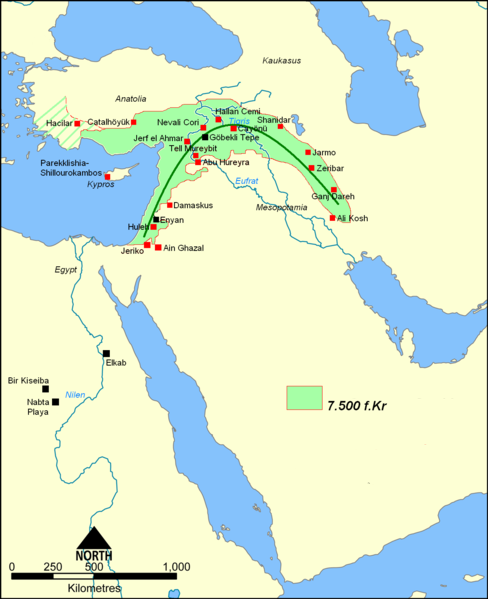
هلال حاصلخیز در ۷۵۰۰ پیش از میلاد.

هلال حاصلخیز، نام بخش تاریخی از خاورمیانه و دربرگیرندهٔ بخش‌های خاوری دریای مدیترانه، بخش های غربی ایران، میانرودان و مصر باستان می‌باشد. این نام نخستین بار از سوی جیمز هنری بریستد باستان‌شناس دانشگاه شیکاگو بر این بخش از جهان گذارده شد.
هلال حاصلخیز با رودهای نیل، دجله، فرات، کارون و رود اردن سیراب می‌شود. این منطقه از باختر به دریای مدیترانه، از شمال به بیابان سوریه و از دیگر سوی‌ها به شبه جزیره عربستان و خلیج فارس و دیگر بخش‌های مدیترانه محدود می‌شود. هلال حاصلخیز امروزه کشورهای مصر، فلسطین، لبنان و نیز کرانه باختری رود اردن و نوار غزه و بخش‌هایی از اردن، سوریه، عراق، جنوب شرقی ترکیه، غرب و جنوب غربی ایران را دربرمی‌گیرد. جمعیت هلال حاصلخیز را امروزه نزدیک به ۱۲۰ میلیون یا دست کم یک چهارم جمعیت کل خاورمیانه تخمین می‌زنند.

## اصطلاحات[۱]
اصطلاح «هلال حاصلخیز» توسط جیمز هنری بریستد، باستان‌شناس، در کتاب‌های «مبانی تاریخ اروپا» (۱۹۱۴) و «عصر باستان، تاریخ جهان اولیه» (۱۹۱۶) رواج یافت. او نوشت:
مانند ارتشی رو به جنوب قرار دارد که یک بال آن در امتداد ساحل شرقی مدیترانه و بال دیگر آن به خلیج فارس امتداد دارد، در حالی که مرکز آن پشت به کوه‌های شمالی دارد. انتهای بال غربی فلسطین است؛ آشور بخش بزرگی از مرکز را تشکیل می‌دهد؛ در حالی که انتهای بال شرقی بابل است. [...] این نیم‌دایره بزرگ، به دلیل نداشتن نام، می‌تواند هلال حاصلخیز نامیده شود.
در دوران باستان هیچ اصطلاح واحدی برای این منطقه وجود ندارد. در زمانی که بریستد می‌نوشت، تقریباً با سرزمین‌های امپراتوری عثمانی که در توافق‌نامه سایکس-پیکو به بریتانیا و فرانسه واگذار شده بود، مطابقت داشت. مورخ توماس شفلر خاطرنشان کرده است که بریستد از روندی در جغرافیای غربی پیروی می‌کرد که «تمایزهای جغرافیایی کلاسیک بین قاره‌ها، کشورها و مناظر را با فضاهای بزرگ و انتزاعی بازنویسی می‌کرد» و این امر را با کار هالفورد مکیندر، که اوراسیا را به عنوان یک «منطقه محوری» احاطه شده توسط یک «هلال داخلی»، خاورمیانه آلفرد تایر ماهان و میتلئوروپا(Mitteleuropa) (فریدریش ناومان مفهوم‌سازی می‌کرد، مقایسه می‌کند.
در کاربرد فعلی، هلال حاصلخیز شامل فلسطین، عراق، سوریه، لبنان، مصر و اردن و همچنین بخش‌های اطراف ترکیه و ایران می‌شود. علاوه بر دجله و فرات، منابع آب رودخانه شامل رودخانه اردن نیز می‌شود. مرزها توسط آب و هوای خشک صحرای سوریه در جنوب، صحرای بزرگ آفریقا در غرب، ارتفاعات آناتولی و ارمنستان در شمال و فلات ایران در شرق مشخص می‌شوند.

## تنوع زیستی و آب و هوا[۱]
اگرچه رودخانه‌ها و مرداب‌ها برای ظهور تمدن در هلال حاصلخیز بسیار مهم بودند، اما تنها عامل نبودند. این منطقه از نظر جغرافیایی به عنوان "پل" بین شمال آفریقا و اوراسیا اهمیت دارد، که به آن اجازه داده است تنوع زیستی بیشتری نسبت به اروپا یا شمال آفریقا حفظ کند، جایی که تغییرات آب و هوایی در طول عصر یخبندان منجر به رویدادهای انقراض مکرر شد، زمانی که اکوسیستم‌ها در برابر آب‌های دریای مدیترانه فشرده شدند. نظریه پمپ صحرا بیان می‌کند که این پل زمینی خاورمیانه برای توزیع مدرن گیاهان و جانوران دنیای قدیم، از جمله گسترش بشریت، بسیار مهم بوده است.
این منطقه بیشترین فشار مرز واگرا بین صفحات آفریقا و عربستان و صفحات همگرای عربستان و اوراسیا را متحمل شده است، که این منطقه را به منطقه‌ای بسیار متنوع از کوه‌های مرتفع پوشیده از برف تبدیل کرده است.
هلال حاصلخیز آب و هوای بسیار متنوعی داشت و تغییرات عمده آب و هوایی، تکامل بسیاری از گیاهان یکساله نظریه گزینش آر/کی را که دانه‌های خوراکی بیشتری نسبت به گیاهان چندساله نوع "K" تولید می‌کنند، تشویق کرد. تنوع چشمگیر ارتفاع منطقه، گونه‌های زیادی از گیاهان خوراکی را برای آزمایش‌های اولیه کشت ایجاد کرد. از همه مهمتر، هلال حاصلخیز محل زندگی هشت محصول بنیانگذار نوسنگی مهم در کشاورزی اولیه (یعنی اجداد وحشی گندم، اینکورن، جو، کتان، نخود، نخود فرنگی، عدس، گاودانه تلخ) و چهار گونه از پنج گونه مهم حیوانات اهلی - گاو، بز، گوسفند و خوک - بود. گونه پنجم، اسب، در همان نزدیکی زندگی می‌کرد. گیاهان هلال حاصلخیز شامل درصد بالایی از گیاهانی هستند که می‌توانند خودگرده افشانی کنند، اما ممکن است گرده افشانی متقاطع نیز داشته باشند. این گیاهان که "سلفرز" نامیده می‌شوند، یکی از مزایای جغرافیایی منطقه بودند زیرا برای تولید مثل به گیاهان دیگر وابسته نبودند.

## تاریخچه[۱]
هلال حاصلخیز علاوه بر دارا بودن مکان‌های بسیاری با بقایای اسکلتی و فرهنگی انسان‌های پیشامدرن و اوایل دوران مدرن (به عنوان مثال، در غارهای طابون و اس‌اسخول)، شکارچیان-گردآورندگان اواخر دوره پلیستوسن و شکارچیان-گردآورندگان نیمه‌یکجانشین دوره فراپالئولیتیک (ناتوفیان‌ها)، بیشتر به خاطر مکان‌های مربوط به خاستگاه کشاورزی مشهور است. منطقه غربی اطراف رودخانه‌های اردن و فرات علیا، اولین سکونتگاه‌های کشاورزی نوسنگی شناخته شده (که به عنوان نوسنگی پیش از سفال A (PPNA) شناخته می‌شوند) را پدید آورد که قدمت آنها به حدود ۹۰۰۰ سال پیش از میلاد می‌رسد و شامل مکان‌های بسیار باستانی مانند گوبکلی تپه، چغا گولان و اریحا (تل السلطان) می‌شود.
این منطقه، در کنار بین‌النهرین (به یونانی به معنای "میان رودخانه‌ها"، بین رودخانه‌های دجله و فرات، در شرق هلال حاصلخیز قرار دارد)، شاهد ظهور جوامع پیچیده اولیه در عصر برنز بعدی نیز بوده است. همچنین شواهد اولیه‌ای از این منطقه برای نگارش و شکل‌گیری جوامع سلسله مراتبی در سطح دولت وجود دارد. این امر باعث شده است که این منطقه لقب "گهواره تمدن" را به خود اختصاص دهد.
از زمان‌های قدیم، امپراتوری‌هایی در حوزه رودخانه دجله-فرات ظهور و سقوط کردند، از جمله سومر، اکد، بابل، آشور و خلافت عباسی.
در این منطقه است که اولین کتابخانه‌ها حدود ۴۵۰۰ سال پیش پدیدار شدند. قدیمی‌ترین کتابخانه‌های شناخته شده در نیپور (در سومر) و ابلا (در سوریه) یافت شده‌اند که هر دو مربوط به حدود ۲۵۰۰ سال پیش از میلاد هستند.
دجله و فرات هر دو از کوه‌های توروس در ترکیه امروزی سرچشمه می‌گیرند. کشاورزان در جنوب بین‌النهرین مجبور بودند هر ساله از مزارع خود در برابر سیل محافظت کنند. شمال بین‌النهرین باران کافی برای کشاورزی داشت. برای محافظت در برابر سیل، خاکریزهایی ساختند.
از عصر برنز، حاصلخیزی طبیعی منطقه به دلیل کارهای آبیاری تا حد زیادی افزایش یافته است، که بخش زیادی از تولیدات کشاورزی آن همچنان به آن وابسته است. دو هزاره گذشته شاهد چرخه‌های مکرر زوال و بهبود بوده است، زیرا کارهای گذشته از طریق جایگزینی ایالت‌ها به ویرانی کشیده شده‌اند و قرار است توسط جانشینان آنها جایگزین شوند. یکی دیگر از مشکلات مداوم، شور شدن - غلظت تدریجی نمک و سایر مواد معدنی در خاک‌هایی با سابقه طولانی آبیاری - بوده است.
اهلی‌سازی‌های اولیه
انجیرهای بی‌دانه ماقبل تاریخ در گیلگال اول در دره رود اردن کشف شدند که نشان می‌دهد درختان انجیر حدود ۱۱۴۰۰ سال پیش کاشته می‌شدند. غلات از ۹۰۰۰ سال پیش در سوریه کشت می‌شدند. گربه‌های کوچک (Felis silvestris) نیز در این منطقه اهلی شدند. همچنین حبوباتی از جمله نخود فرنگی، عدس و نخود در این منطقه اهلی شدند.
حیوانات اهلی شده شامل گاو، گوسفند، بز، خوک خانگی، گربه و غاز خانگی هستند.

## انتشار جهان‌وطنی[۱]
تجزیه و تحلیل‌های مدرن که ۲۴ اندازه‌گیری جمجمه و صورت را با هم مقایسه می‌کنند، جمعیتی نسبتاً متنوع را در هلال حاصلخیز پیش از نوسنگی، نوسنگی و عصر برنز نشان می‌دهد که از این دیدگاه پشتیبانی می‌کند که چندین جمعیت در این دوره‌های زمانی این منطقه را اشغال کرده‌اند. استدلال‌های مشابه در مورد باسک‌ها و جزایر قناری در همان دوره زمانی صادق نیست، زیرا مطالعات نشان می‌دهد که آن مردمان باستانی "به وضوح با اروپایی‌های مدرن مرتبط بوده‌اند". علاوه بر این، برخلاف پیشنهادات قبلی، هیچ مدرکی از مطالعات، تأثیر کرومانیون را نشان نمی‌دهد.
مطالعات بیشتر حاکی از پراکندگی این جمعیت متنوع به دور از هلال حاصلخیز است، به طوری که مهاجران اولیه از خاور نزدیک به سمت غرب به اروپا و شمال آفریقا، به سمت شمال به کریمه و به سمت شمال شرقی به مغولستان نقل مکان کردند. آنها شیوه‌های کشاورزی خود را با خود بردند و با شکارچیان-گردآورندگان که متعاقباً با آنها در تماس بودند، درآمیختند و شیوه‌های کشاورزی خود را تداوم بخشیدند. این امر مطالعات ژنتیکی و باستان‌شناسی قبلی را که همگی به همین نتیجه رسیده‌اند، تأیید می‌کند.
در نتیجه، مردمان ساکن در منطقه، شیوه زندگی کشاورزی مهاجران اولیه‌ای را که از هلال حاصلخیز خارج شده بودند، جذب کردند. این برخلاف این پیشنهاد است که گسترش کشاورزی از طریق به اشتراک گذاشتن دانش از هلال حاصلخیز به خارج از منطقه منتشر شده است. در عوض، دیدگاهی که اکنون با شواهد فراوانی پشتیبانی می‌شود، این است که این امر با مهاجرت واقعی به خارج از منطقه، همراه با آمیزش بعدی با جمعیت‌های بومی محلی که مهاجران با آنها در تماس بودند، رخ داده است.
یک مطالعه جمجمه‌سنجی در سال ۲۰۰۵ نشان داد که همه اروپایی‌های امروزی قرابت زیادی با ساکنان عصر نوسنگی و برنز هلال حاصلخیز ندارند؛ نزدیک‌ترین پیوندها با هلال حاصلخیز مربوط به اروپایی‌های جنوبی است. همین مطالعه همچنین نشان می‌دهد که همه اروپایی‌های امروزی، در سراسر اروپا، از حداقل سه جمعیت باستانی، از جمله کشاورزان اولیه اروپایی، که از مهاجران خاور نزدیک که کشاورزی را به اروپا آوردند، نشأت گرفته‌اند، مشتق شده‌اند. این جمعیت کشاورز باستانی از نظر ژنتیکی با شکارچیان-گردآورندگان اروپایی متمایز و به ساکنان خاور نزدیک امروزی نزدیک بودند.

## زبان ها[۱]
از نظر زبان‌شناسی، هلال حاصلخیز منطقه‌ای با تنوع بسیار زیاد بود. از نظر تاریخی، زبان‌های سامی عموماً در مناطق مدرن عراق، سوریه، اردن، لبنان، اسرائیل، فلسطین، سینا و حاشیه‌های جنوب شرقی ترکیه و شمال غربی ایران و همچنین سومری (یک زبان مجزا) در عراق رواج داشتند، در حالی که در مناطق کوهستانی شرق و شمال تعدادی از زبان‌های مجزای عموماً نامرتبط یافت شدند، از جمله: عیلامی، گوتیایی و کاسی در ایران و هاتی، کاسکی و هورو-اورارتویی در ترکیه. وابستگی دقیق این زبان‌ها و تاریخ ورود آنها همچنان موضوع بحث‌های علمی است. با این حال، با توجه به فقدان شواهد متنی برای اولین دوره ماقبل تاریخ، بعید است که این بحث در آینده نزدیک حل شود.
شواهدی که وجود دارد نشان می‌دهد که تا هزاره سوم پیش از میلاد و اوایل هزاره دوم، چندین گروه زبانی در منطقه وجود داشته‌اند. این گروه‌ها عبارتند از:
- زبان پیشافراتی: یک زبان فرضی غیرسامی که پیش از این فرض می‌شد زبان زیربنایی مردمی باشد که کشاورزی را در اوایل دوره عبید به جنوب عراق معرفی کردند. (۵۳۰۰–۴۷۰۰ پیش از میلاد) اجماع زبان‌شناسی امروز این است که چندین زیرلایه ناشناخته در شکل‌گیری مصنوعات با نام‌های سومری که فرضیه بستر پیشافراتی را برانگیخته‌اند، نقش داشته‌اند، از جمله عناصر باستانی فسیل‌شده از مراحل اولیه خود زبان سومری.

- سومری: یک زبان غیرسامی مجزا که رابطه‌ای از نوع اسپراچبوند با زبان همسایه سامی اکدی نشان می‌دهد.

- زبان ایلامی: یک زبان غیرسامی مجزا

- زبان‌های سامی: اکدی (معروف به آشوری و بابلی)، ابلایی، اموری، آرامی، اوگاریتی، زبان‌های کنعانی (از جمله عبری، موآبی، ادومی، فنیقی/کارتاژی)

- هاتیک: یک زبان مجزا، که در اصل در آناتولی مرکزی صحبت می‌شد.

زبان‌های هند و اروپایی: عموماً اعتقاد بر این است که زبان‌های مهاجم بعدی هستند که پس از 2000 سال پیش از میلاد وارد شده‌اند، مانند هیتی، لووی و مطالب هند و آریایی که در تمدن میتانی تأیید شده است، اما شواهد اخیر نشان می‌دهد که این خانواده زبانی در اوایل 6000 سال پیش از میلاد از هلال حاصلخیز پدید آمده‌اند.
- مصری: شاخه‌ای مستقل از زبان‌های آفروآسیایی که محدود به مصر است.

- زبان‌های هورو-اورارتویی، خانواده‌ای کوچک. زبان کاسی که در بخش شمالی منطقه صحبت می‌شد، ممکن است به این خانواده تعلق داشته باشد.

بارها به ارتباط بین زبان‌های هورو-اورارتویی و هاتی و زبان‌های بومی قفقاز اشاره شده است، اما این فرضیه‌ها عموماً پذیرفته نشده‌اند.

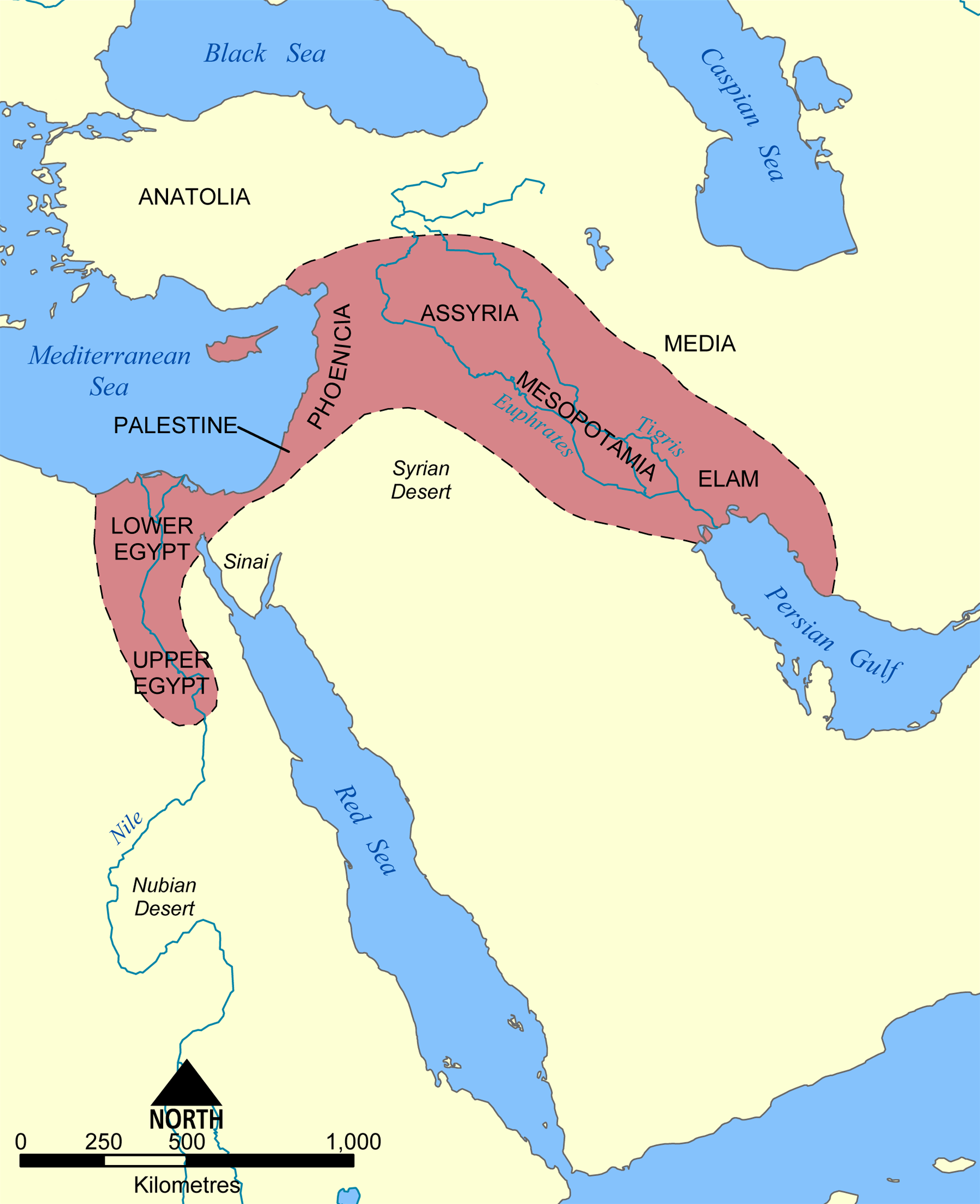
هلال بارور ۶۵۰ پ.م.